# Дараган, Владимир Михайлович
Влади́мир Миха́йлович Дарага́н (1860, Полтавская губерния — после 1917) — председатель Золотоношской уездной земской управы (1891—1899).

## Биография
Православный. Из потомственных дворян Полтавской губернии. Землевладелец Золотоношского уезда. Родился в селе Богодуховке того же уезда.
Сын генерал-майора Михаила Михайловича Дарагана (1816—1897), младший брат Александр (1861—1908) — инженер путей сообщения.
Окончил Киевскую Первую гимназию (1878) и Университет Святого Владимира по юридическому факультету.
Избирался гласным Золотоношского уездного и Полтавского губернского земских собраний. С 7 декабря 1891 года по 22 апреля 1899 года был земским начальником Золотоношского уезда и председателем Золотоношской земской управы.
С 1908 года состоял присяжным поверенным в Киеве. Кроме того, был членом Киевского губернского попечительства детских приютов. Состоял действительным членом Киевского клуба русских националистов, а в сентябре 1917 года вошел в последний состав Совета Клуба прогрессивных русских националистов.
Судьба после 1917 года неизвестна.